# St. Walburga (Weißensee)

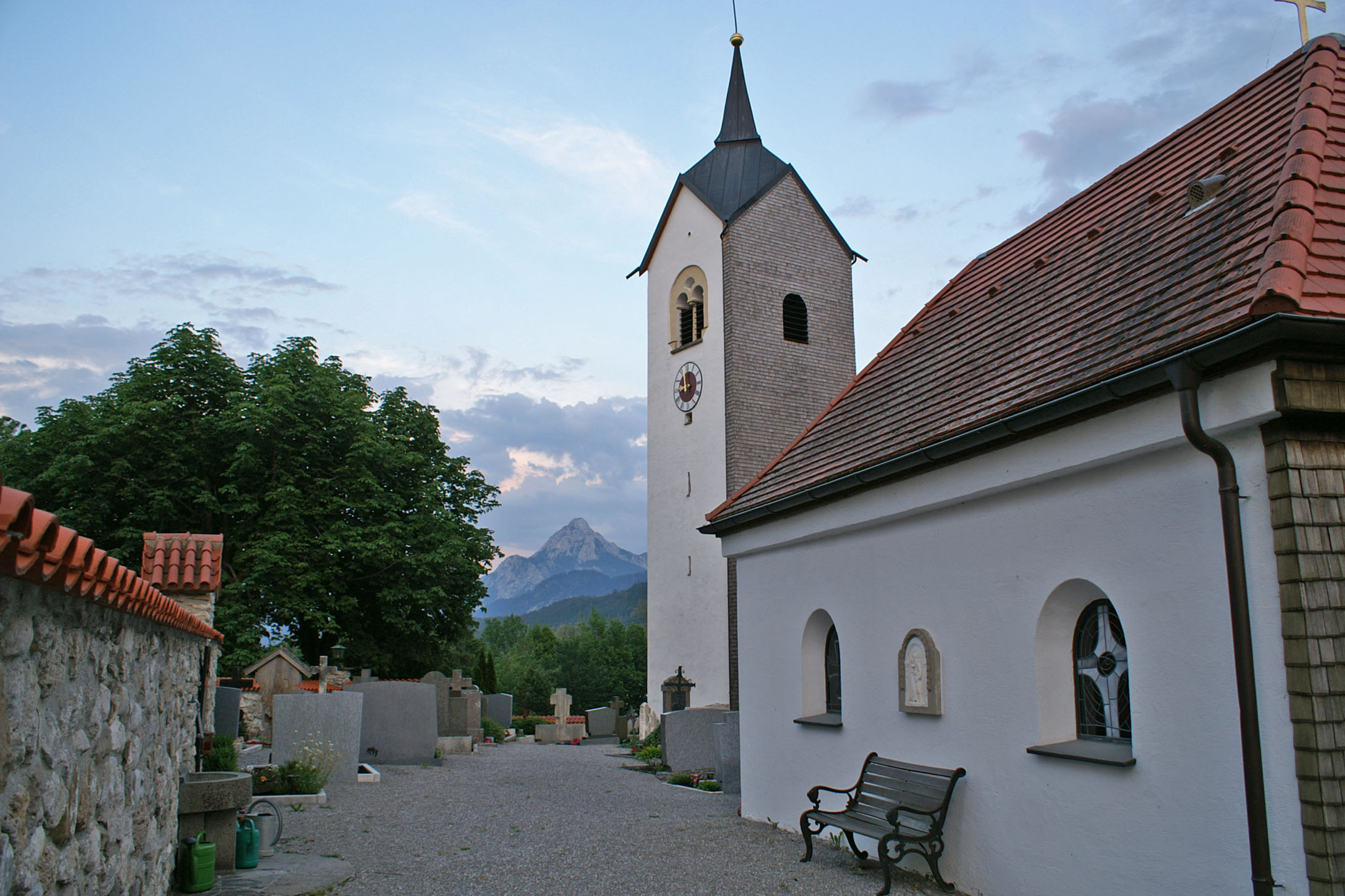
Pfarrkirche St. Walburga

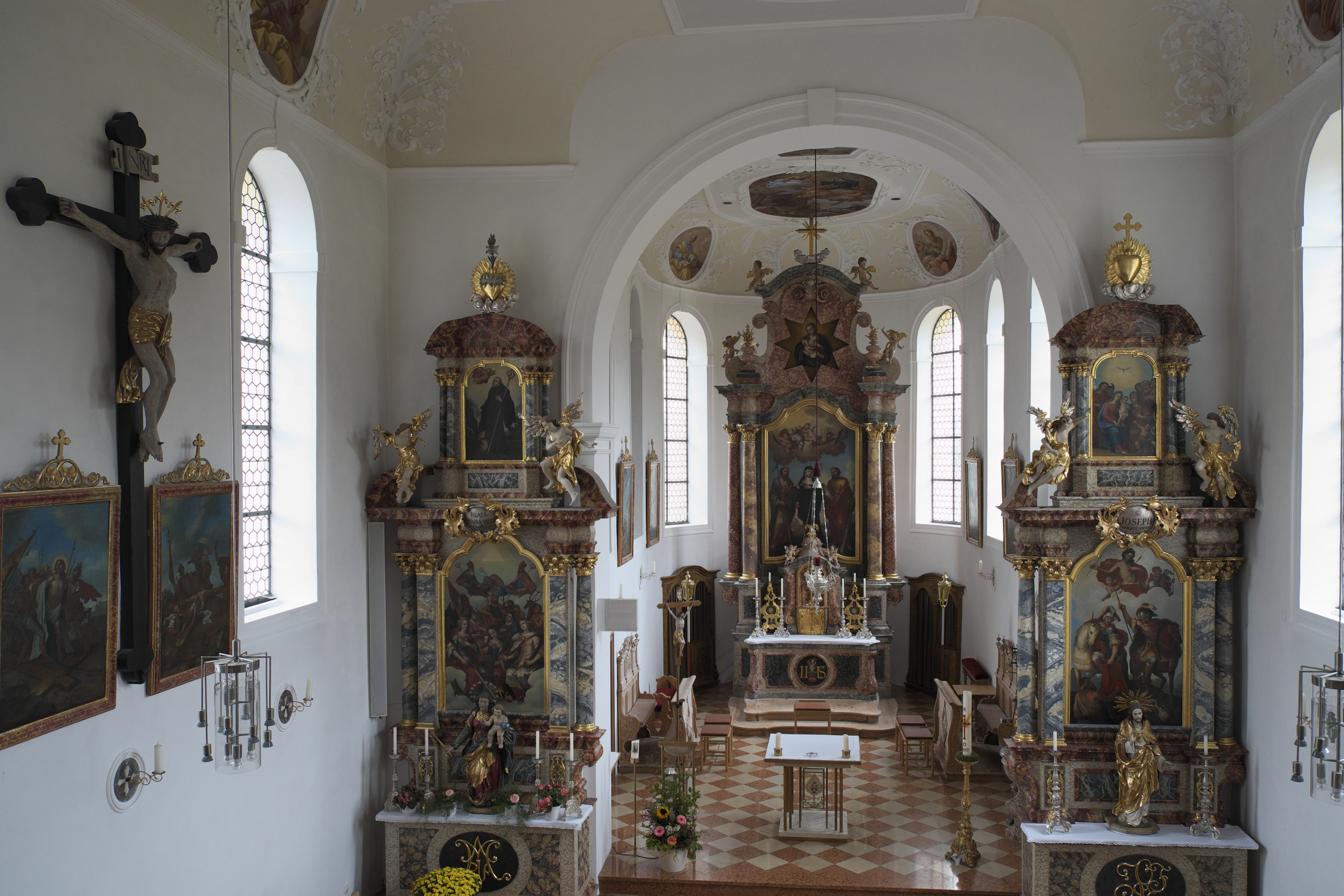
Innenraum

Die katholische Pfarrkirche St. Walburga, Philippus und Jakobus in Weißensee, einem Ortsteil von Füssen im bayerischen Landkreis Ostallgäu, ist ein romanischer Bau, der vermutlich im 12. Jahrhundert errichtet und in der Mitte des 14. und 15. Jahrhunderts vergrößert wurde. In den Jahren 1668 bis 1678 wurde die Kirche im Stil des Barock umgebaut und neu ausgestattet. Aus der Zeit des Rokoko stammen der Stuckdekor von 1725 und die Fresken von Johann Heel aus dem Jahr 1730. Die Kirche ist der heiligen Walburga geweiht, der Schutzpatronin des Bistums Eichstätt. Nebenpatrone sind die Apostel Philippus und Jakobus der Jüngere. Die Kirche gehört zu den geschützten 
Baudenkmälern in Bayern. 

## Geschichte
Von einem frühen romanischen Vorgängerbau sind nur noch Teile des Turms erhalten. In einer Urkunde aus dem Jahr 1209 ist erstmals ein Pfarrer in Weißensee erwähnt. Im Jahr 1229 schenkte der Augsburger Bischof Siboto von Seefeld die Kirche dem Benediktinerkloster Sankt Mang in Füssen, das bis zu seiner Auflösung im Jahr 1803 mit der Seelsorge betraut war.

## Architektur
Im nördlichen Chorwinkel steht der quadratische Turm, der 1672 mit einem Faltdach mit Spitzhelm gedeckt wurde. Das Langhaus ist einschiffig und geht im Osten in einen eingezogenen, halbrund geschlossenen Chor über. Chor und Langhaus besitzen Flachdecken über Hohlkehlen. Den westlichen Abschluss des Langhauses bildet eine Doppelempore, auf der oberen Empore ist die Orgel untergebracht.

## Fresken

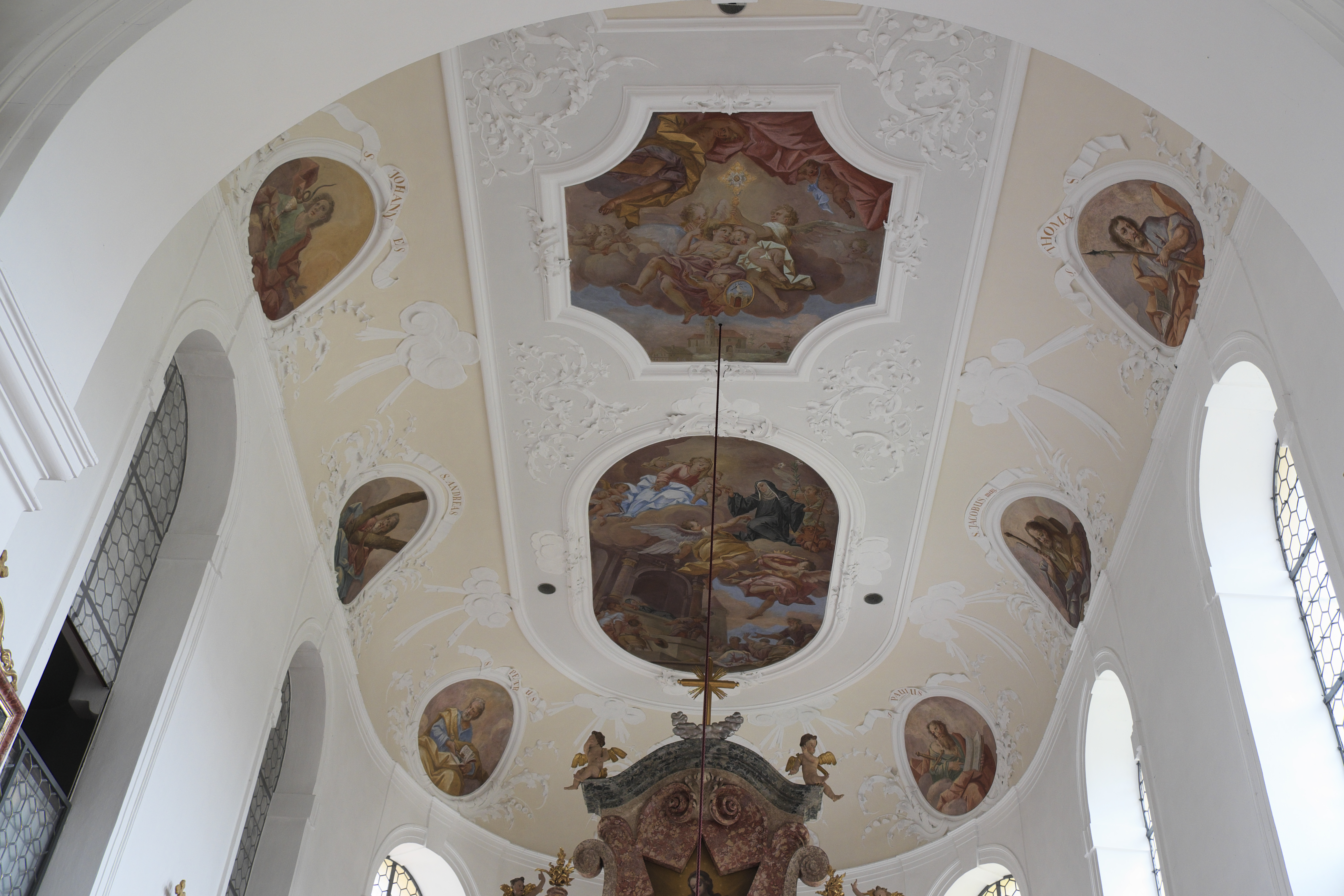
Deckenfresken im Chor

Die Fresken wurden 1730 von Johann Heel aus Pfronten gemalt. Das östliche Chorfresko stellt den Tod der heiligen Walburga und ihre Aufnahme in den Himmel dar. Sie wird von Maria und dem Jesuskind empfangen, das ihr als Zeichen der mystischen Vermählung einen Ring an den Finger steckt. Engel präsentieren Krone und Zepter und ein Fläschchen mit dem Walburgisöl, die Attribute der Kirchenpatronin. Auf dem anderen Bild sieht man Engel, die eine Reliquienmonstranz in Händen halten. Ein Engel hält ein Schild mit dem Wappen des Füssener Abtes Dominikus Dierling, des Auftraggebers der Fresken. Am unteren Bildrand sind die Pfarrkirche, Pfarr- und Mesnerhaus dargestellt. 
Auf der Decke des Langhauses sind Engel mit dem Symbol der Dreifaltigkeit und der heilige Magnus dargestellt, der einem Drachen Einhalt gebietet. Über der Orgelempore sieht man musizierende Engel. Auf dem ovalen Fresko am Eingang halten Engel ein Spruchband mit der Inschrift „JVBILEMVS DEO“ (Lasst uns dem Herrn zujubeln). Wie im Chor sind in den seitlichen Medaillons Apostel dargestellt.

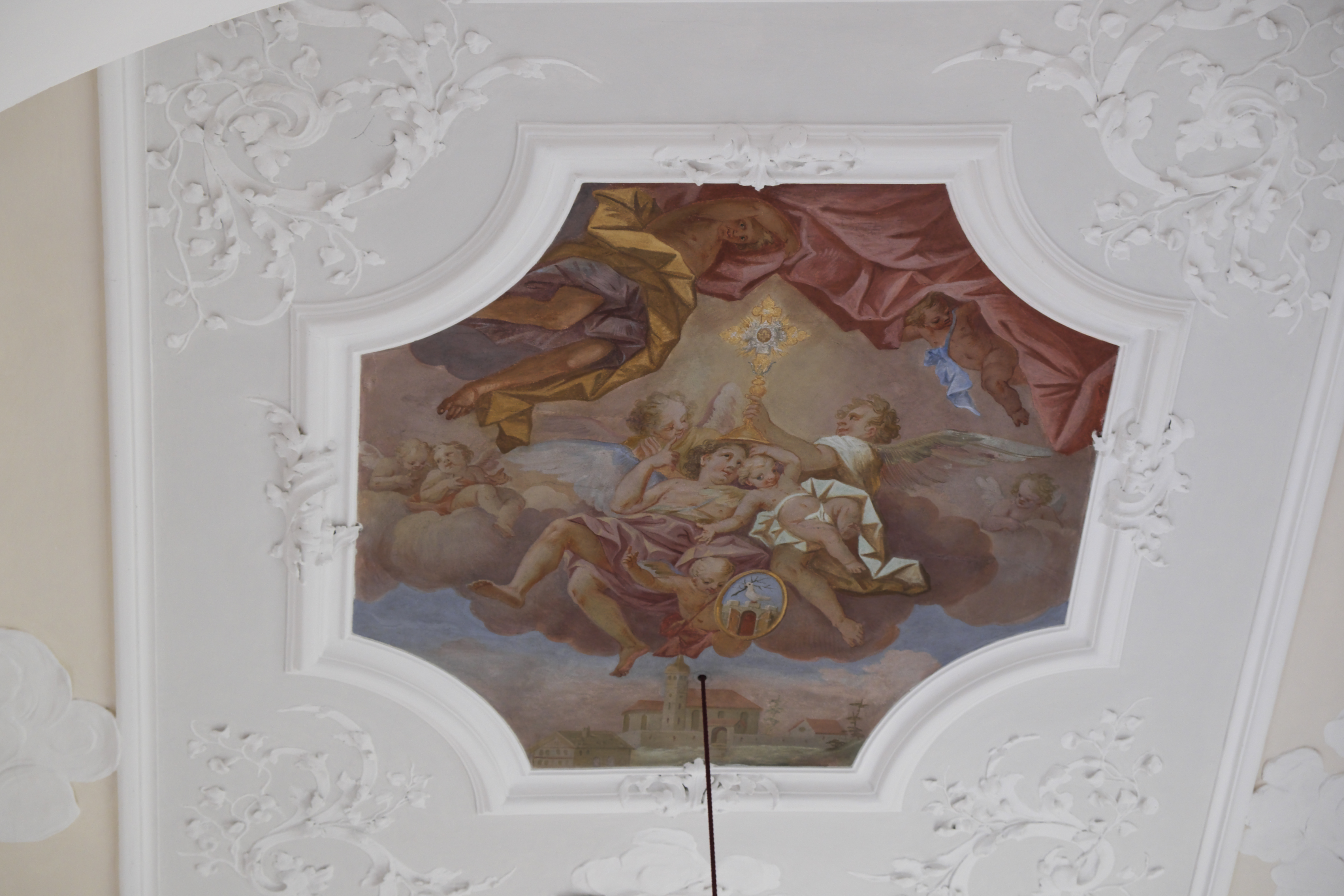
Chorfresko
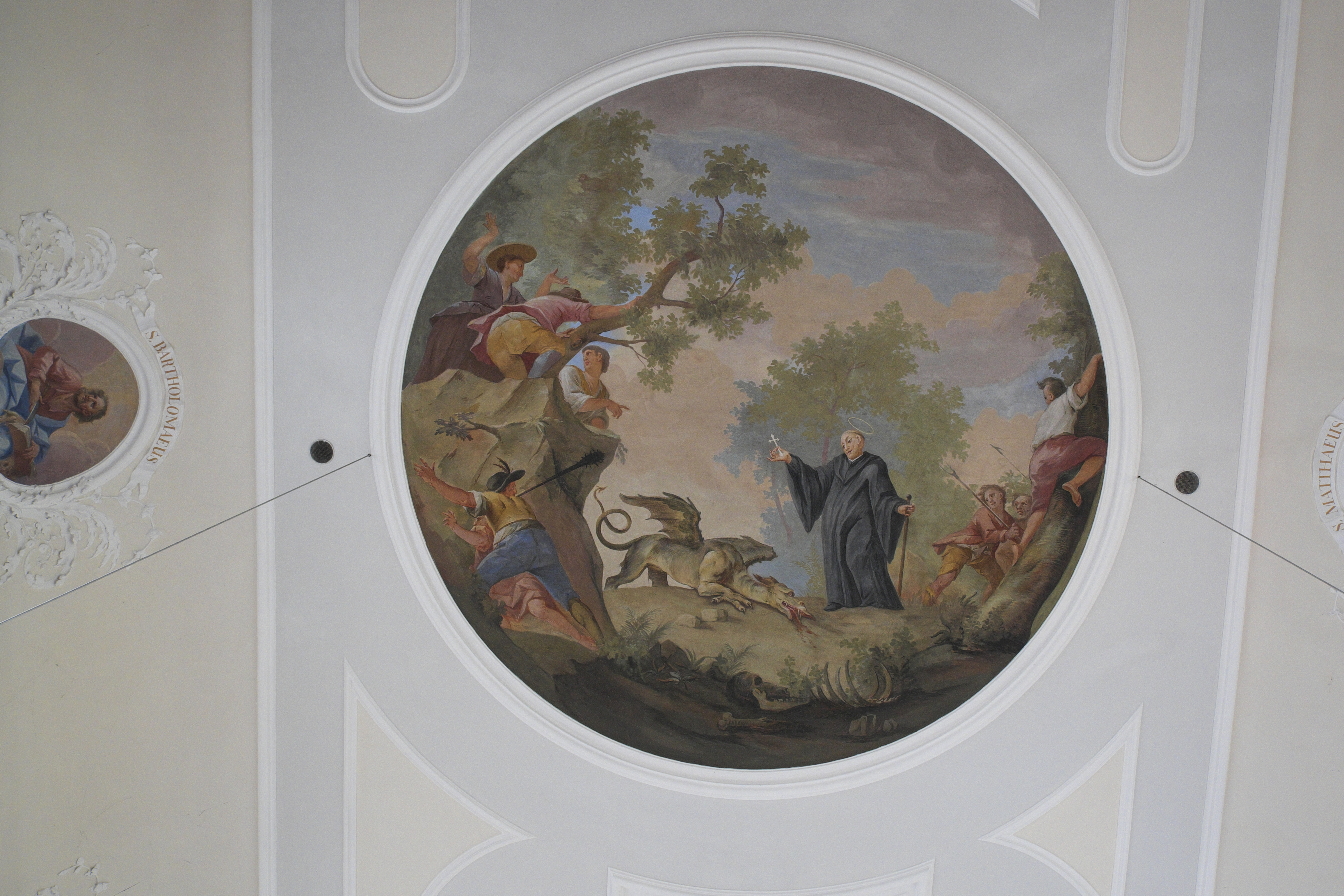
Heiliger Magnus
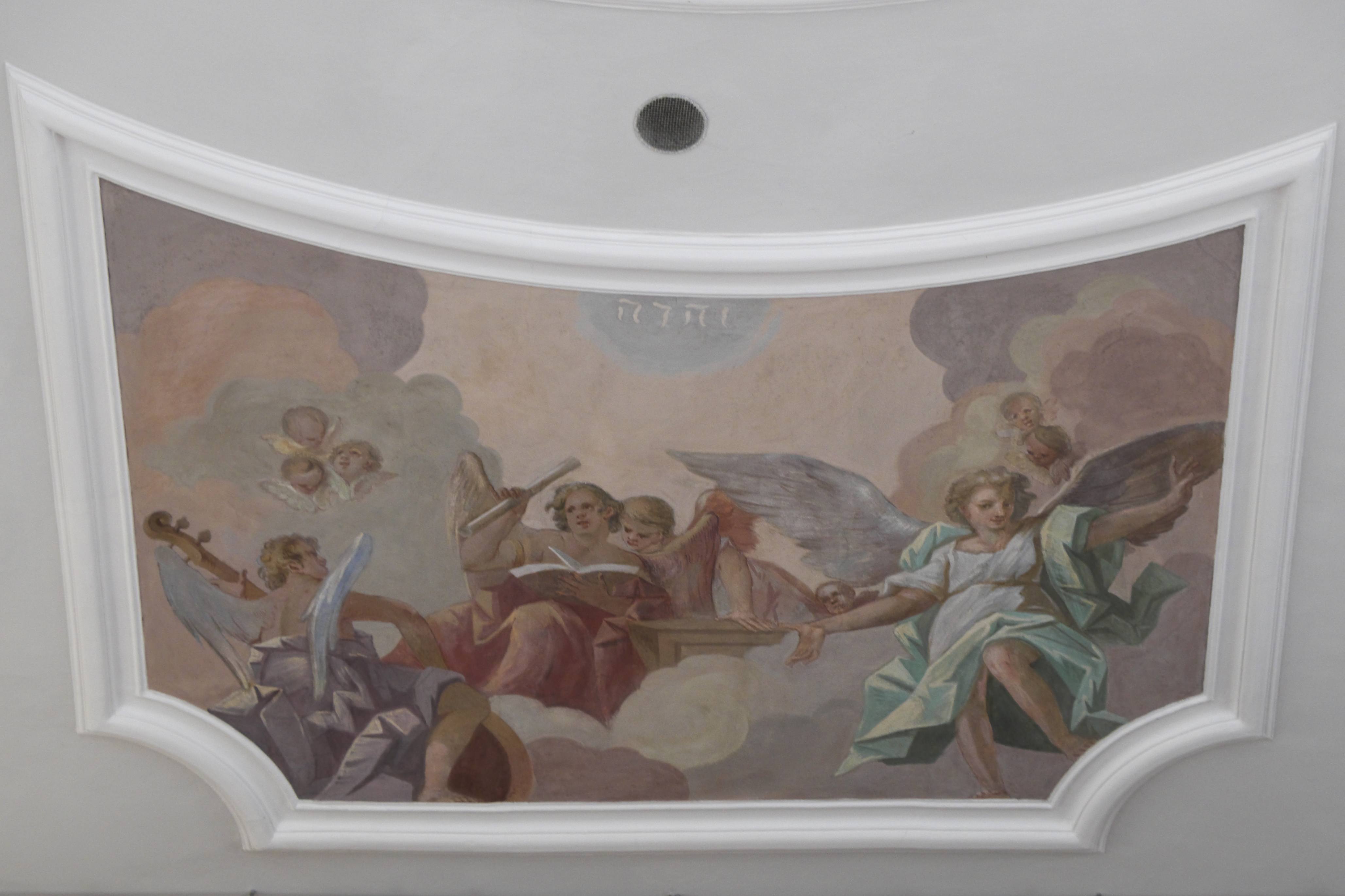
Musizierende Engel
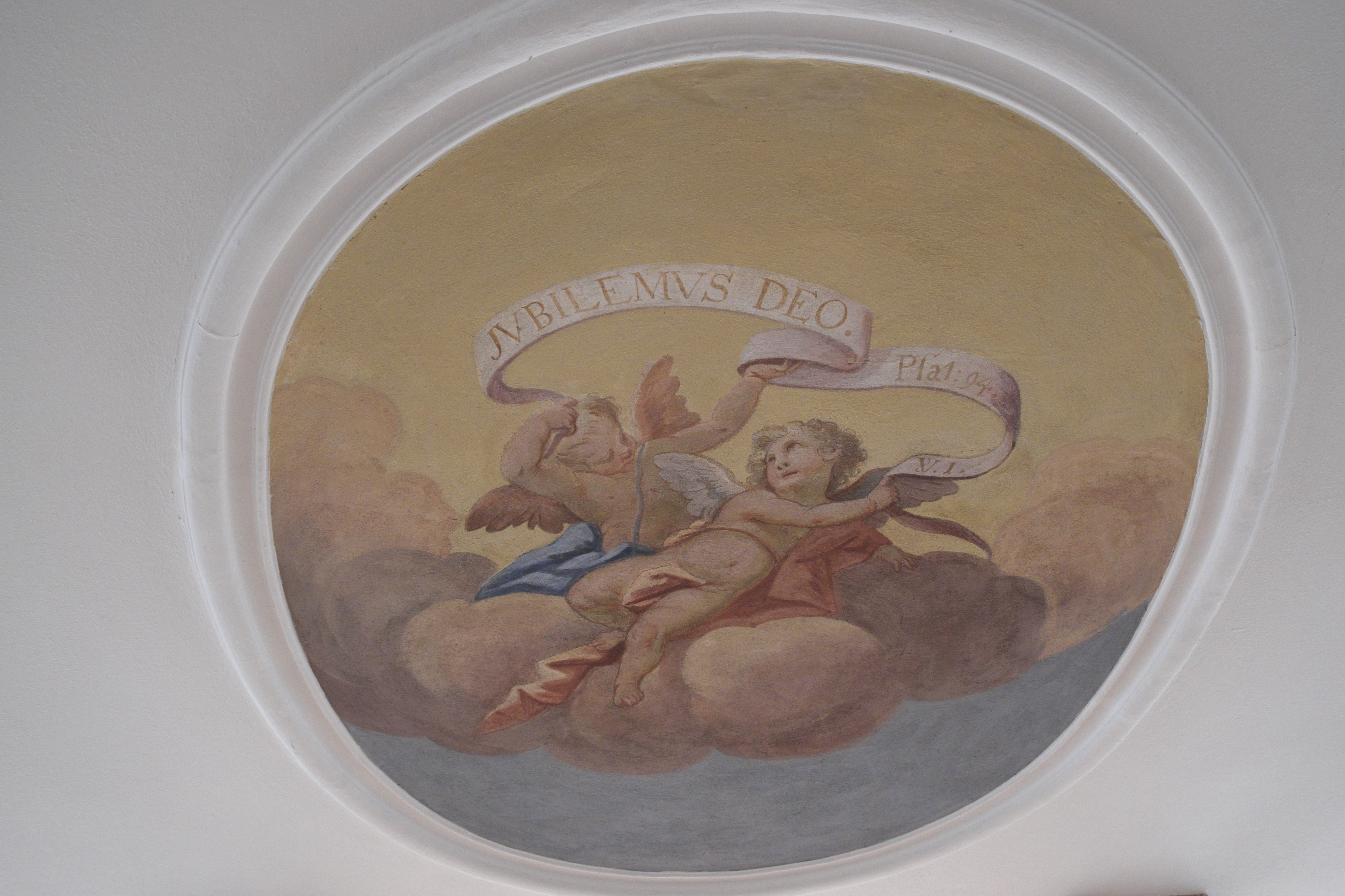
Engel mit Spruchband

## Emporenbilder
Die Bilder an den Emporenbrüstungen greifen Themen aus der Legende der heiligen Walburga auf. Sie wurden wie die Deckenfresken von Johann Heel ausgeführt. Auf dem mittleren Bild der oberen Empore entzünden Engel Kerzen an der Bahre der Toten, auf dem Bild darunter ist die Überführung der Heiligen in das Benediktinerinnenkloster in Eichstätt dargestellt. Auf den vier kleineren Bildern halten Engel die Attribute der Kirchenpatronin: oben links einen Blütenkranz und einen Zweig des Lebensbaumes, oben rechts Krone und Zepter, unten links den Äbtissinnenstab und die Ordensregel, unten rechts ein Fläschchen mit dem Walburgisöl.

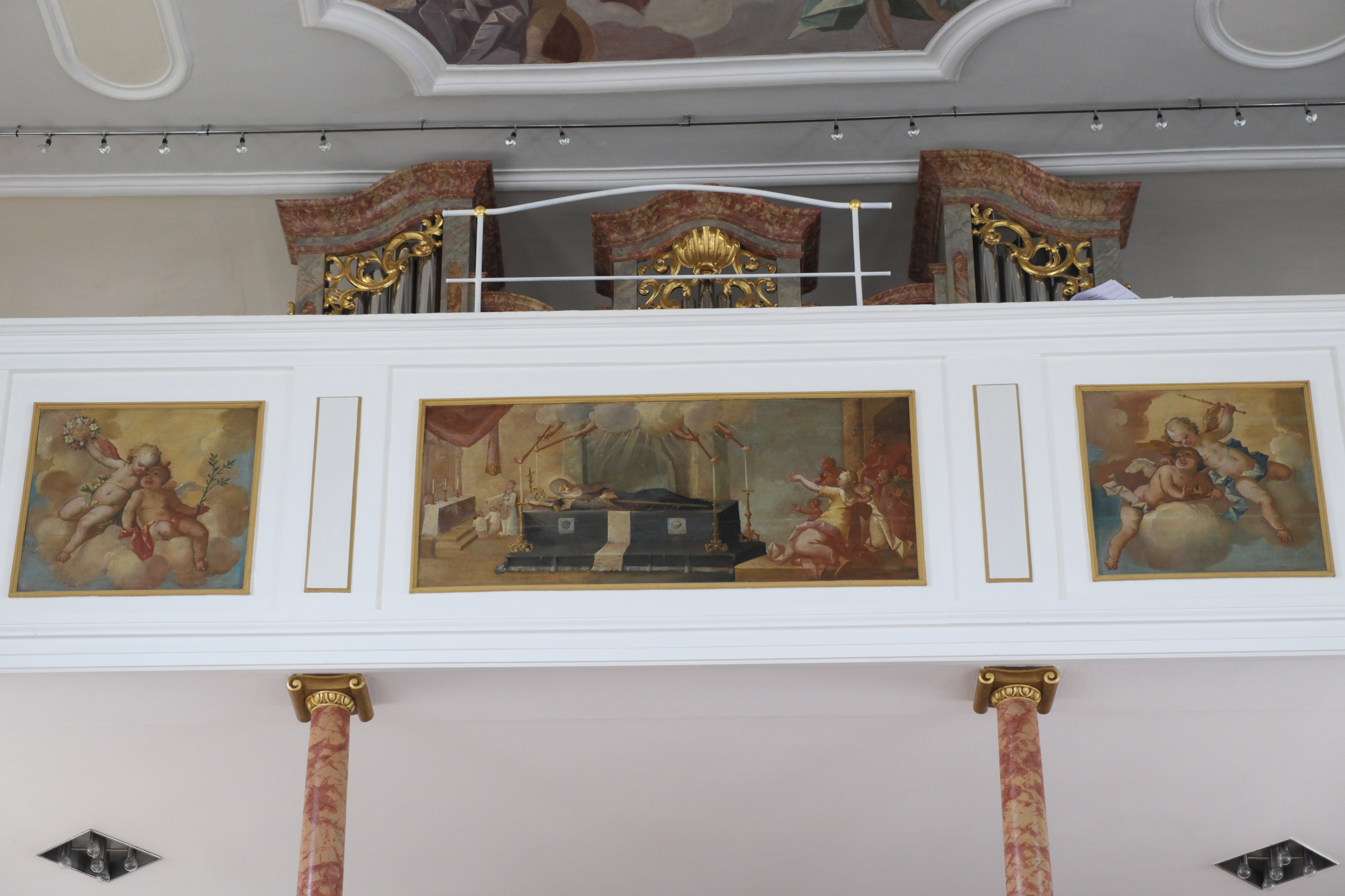
Engel und Bahre der heiligen Walburga
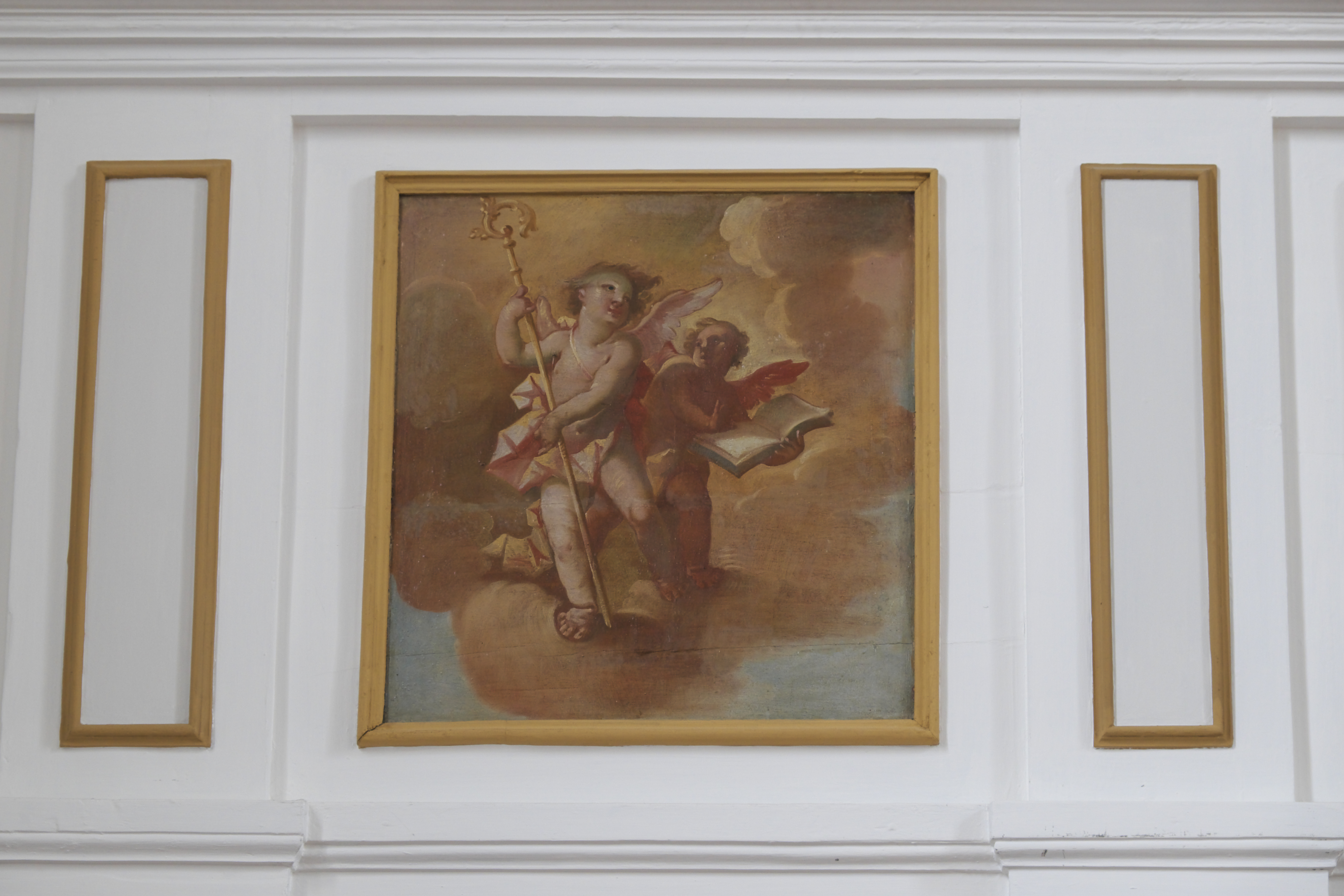
Engel mit Äbtissinnenstab und Ordensregel
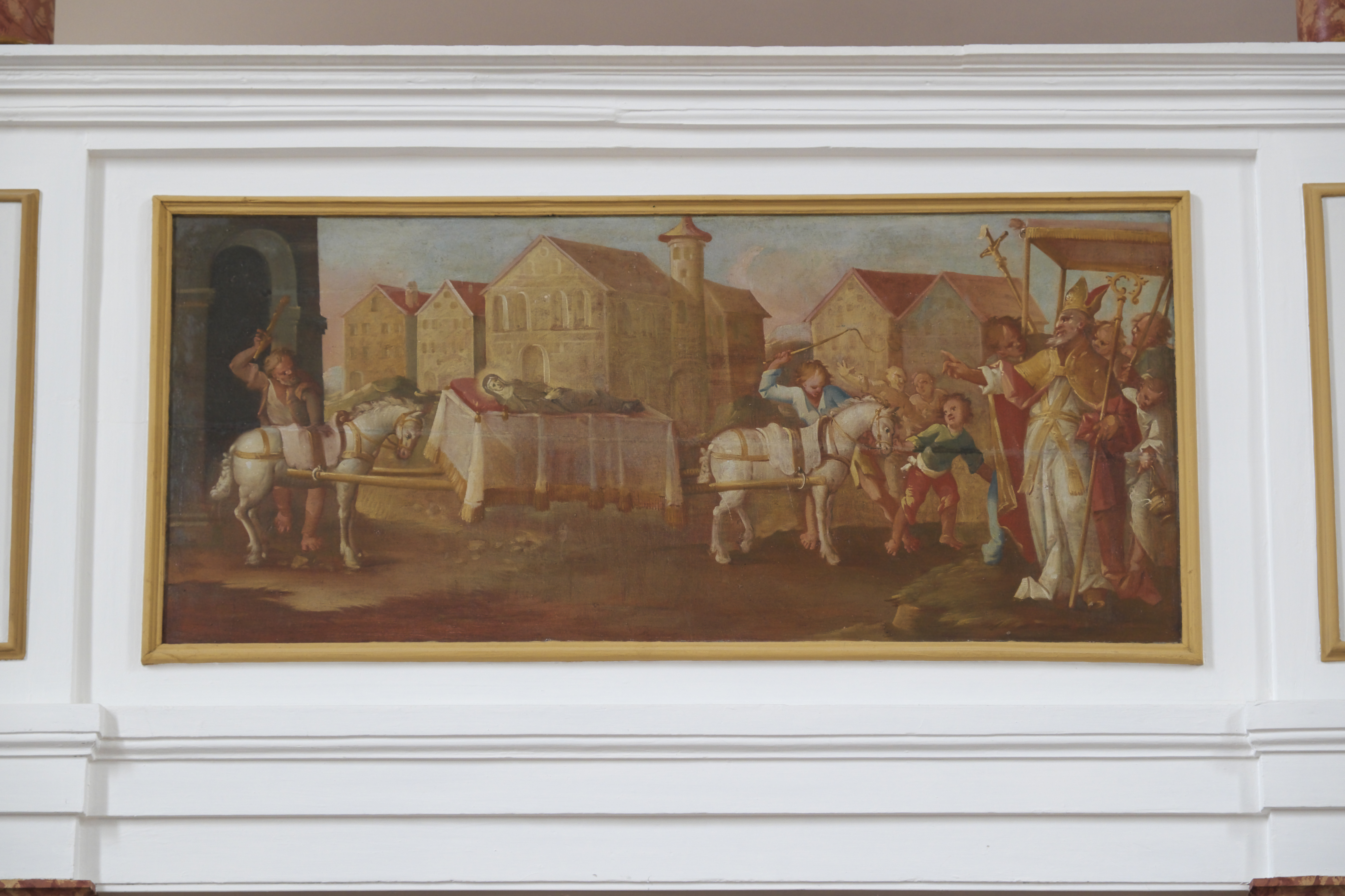
Überführung der heiligen Walburga nach Eichstätt
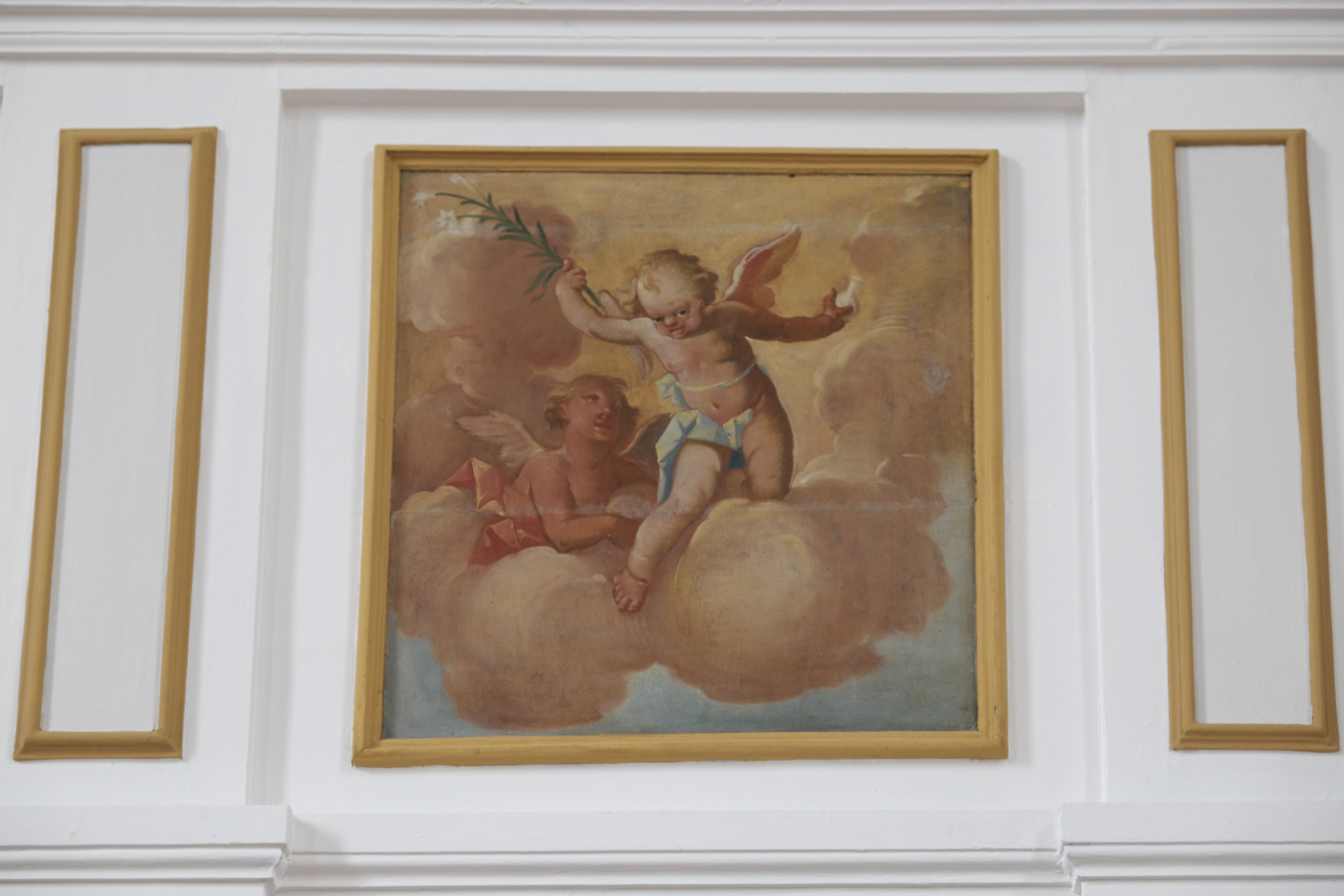
Engel mit Walburgisölfläschchen

## Ausstattung

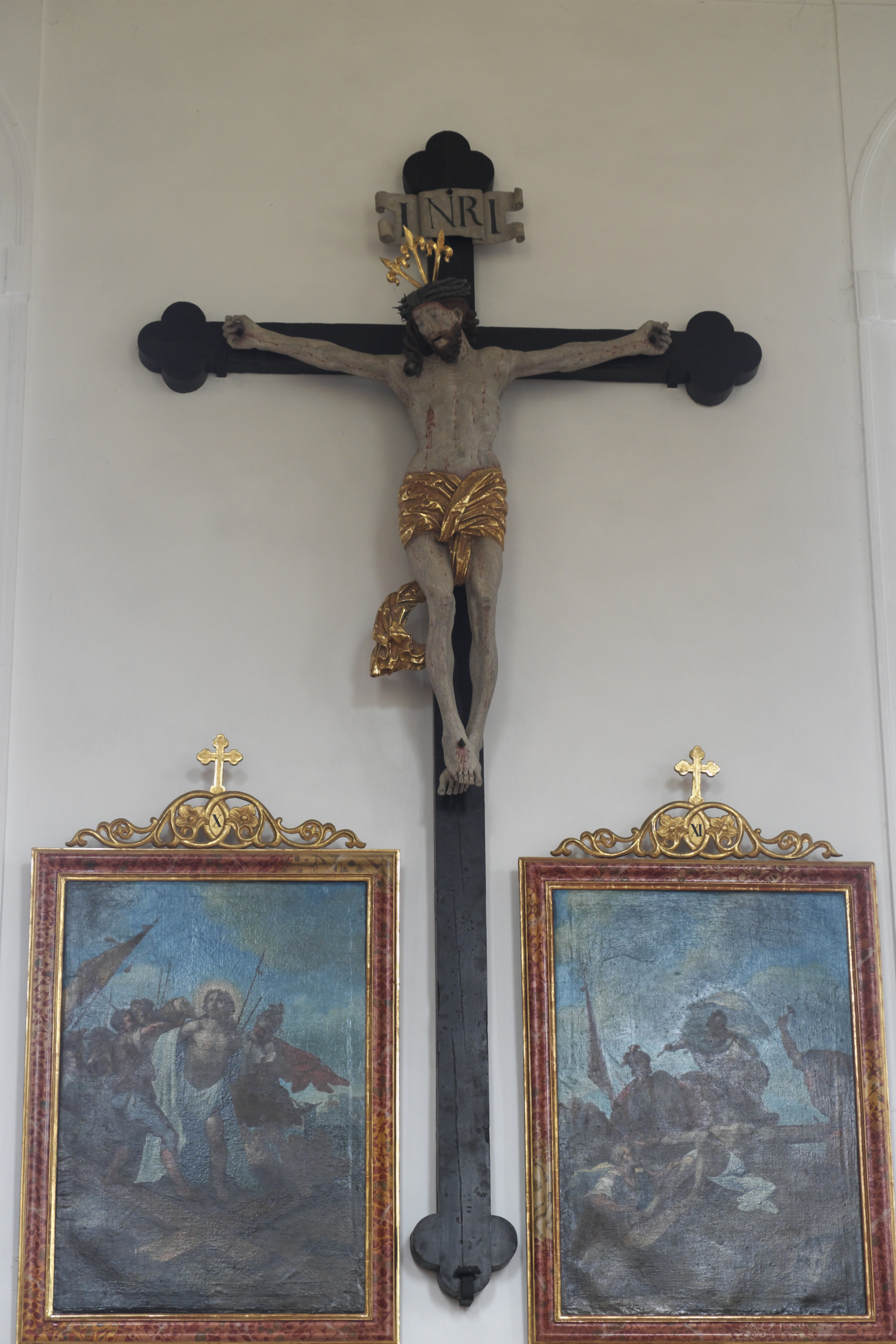
Kruzifix

- Der Hochaltar aus Stuckmarmor aus der Zeit um 1715 wird Dominikus Zimmermann zugeschrieben. Das Antemensale ist in Scagliolatechnik ausgeführt. In der Mitte steht das Jesusmonogramm IHS, darüber sieht man den Jesusknaben, der das Kreuz trägt und in seiner linken Hand die Weltkugel hält, darunter das Herz Jesu, das von der Dornenkrone umgeben ist und aus dem drei Kreuzesnägel ragen. Das Altarblatt von Paul Zeiller stellt die heilige Walburga mit den beiden anderen Kirchenpatronen, Philippus und Jakobus den Jüngeren, dar.
- Das Altarblatt des nördlichen Seitenaltars ist den vierzehn Nothelfern gewidmet, der Auszug dem heiligen Magnus.
- Am südlichen Seitenaltar sind der heilige Martin, der heilige Georg und der heilige Sebastian dargestellt, im Auszug die Heilige Sippe.
- Im verglasten Unterbau des Volksaltars wird das Walburgisreliquiar, eine Goldschmiedearbeit aus der Mitte des 18. Jahrhunderts mit Reliquien der heiligen Walburga, aufbewahrt.
- Das lebensgroße Kruzifix an der Nordwand des Langhauses ist eine spätgotische Arbeit aus der Zeit um 1500.
- Die gemalten Kreuzwegstationen wurden um 1750 von dem aus Reutte in Tirol stammenden Balthasar Riepp ausgeführt.

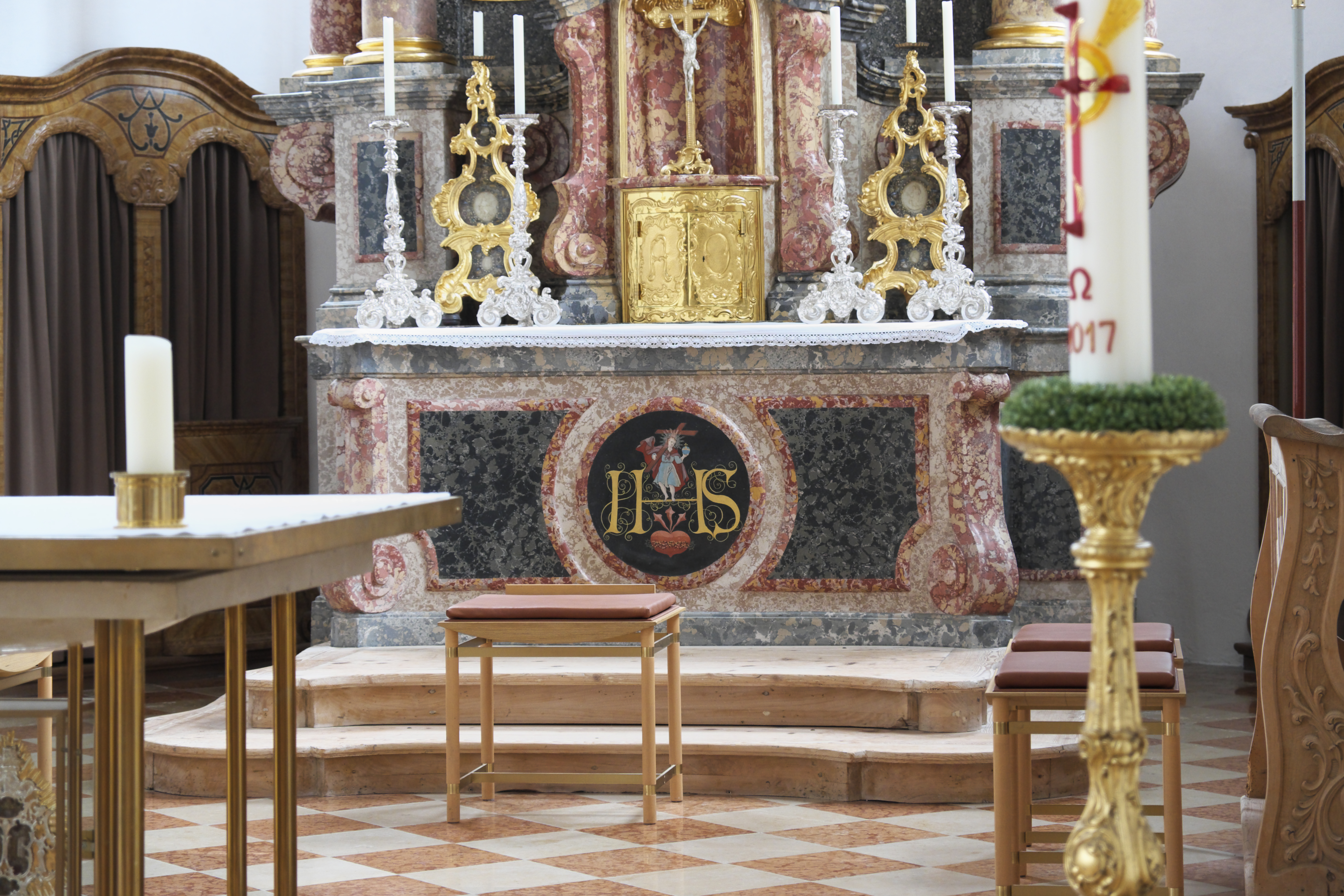
Hochaltar, Scagliola-Antemensale
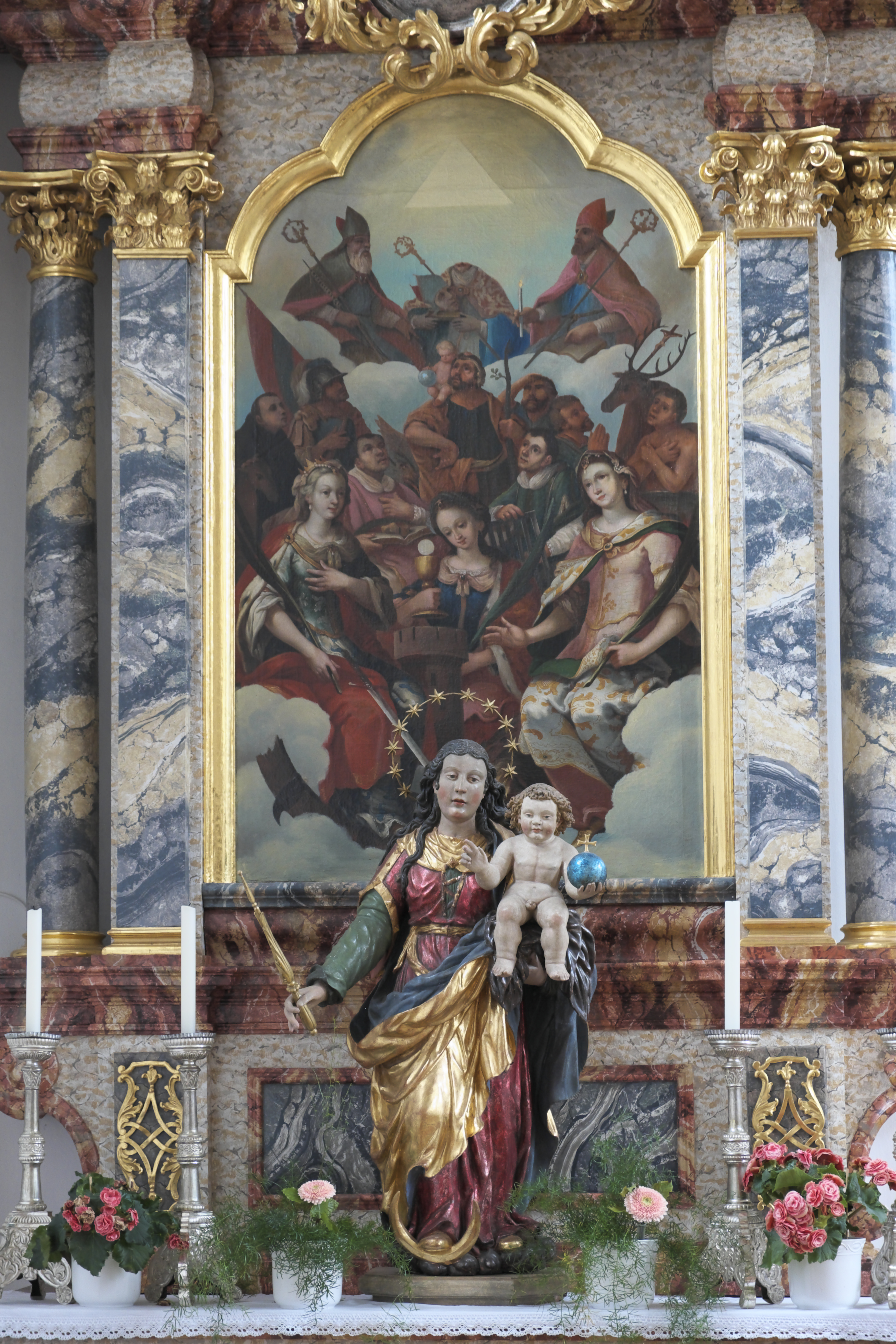
Nördlicher Seitenaltar, vierzehn Nothelfer
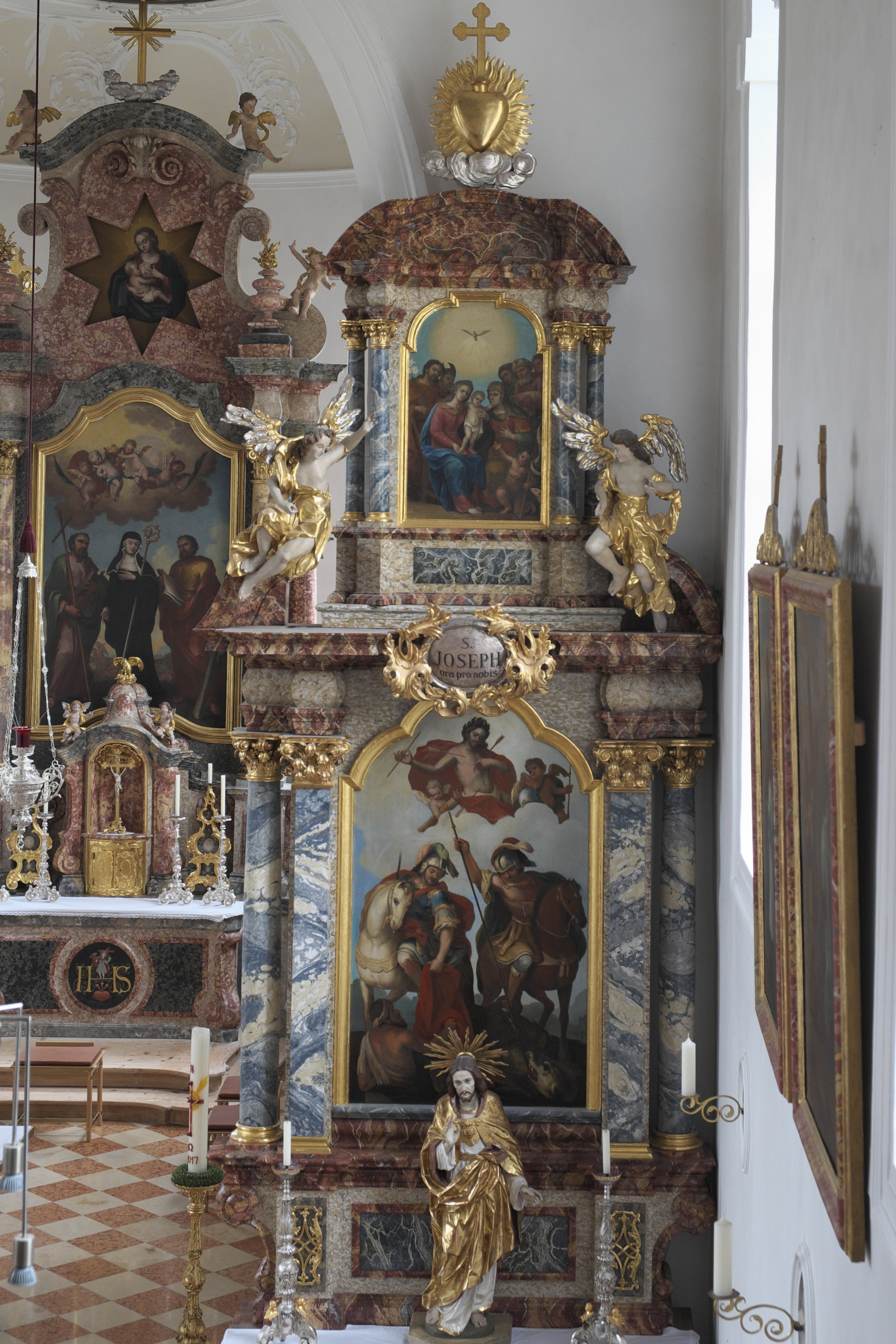
Südlicher Seitenaltar
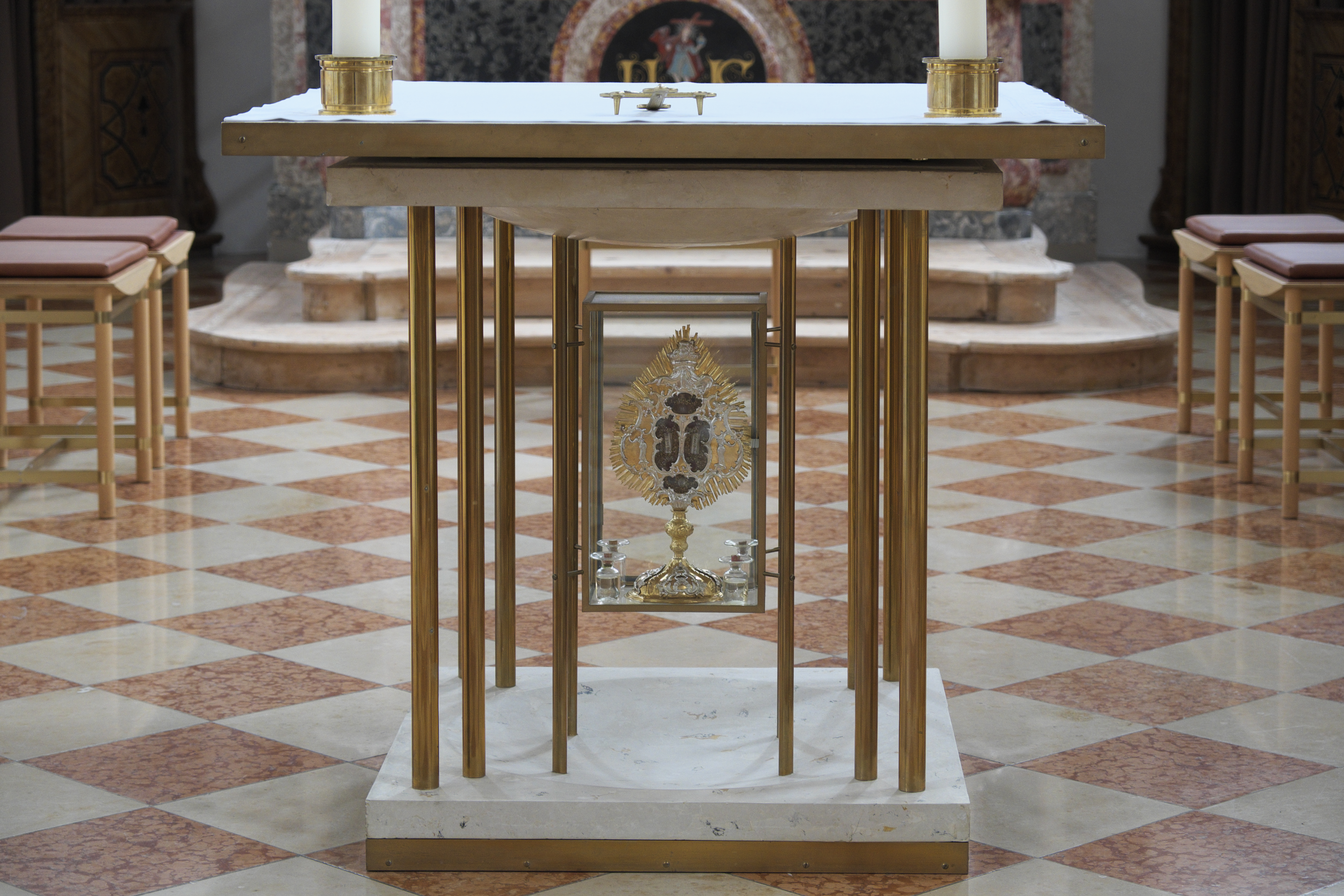
Walburgisreliquiar